# Domingos Martins
Domingos Martins é um município brasileiro no estado do Espírito Santo, Região Sudeste do país. Localiza-se na região sudoeste serrana do estado, a 42 km da capital capixaba, Vitória. Ocupa uma área de 1 229,210 km², sendo que 8 km² estão em perímetro urbano, e sua população foi estimada em 37 972 habitantes em 2024.
O território do atual município era cortado por uma estrada ligando Minas Gerais a Vitória, aberta a pedido do príncipe regente João VI de Portugal em 1816. Mas foi a chegada dos imigrantes, sobretudo italianos, alemães e pomeranos, que intensificou o crescimento populacional e econômico entre os séculos XIX e XX. A influência cultural deixada pelos imigrantes europeus ainda é visível em algumas comunidades, sendo expressa em hábitos e costumes diversos pelos descendentes.
O cultivo do café, a fruticultura, a pecuária, a prestação de serviços e o turismo figuram entre as atividades econômicas mais importantes. Domingos Martins possui uma série de bens naturais que são destinos de turistas, como cachoeiras, montanhas e trilhas, sendo um dos atrativos mais visitados a Pedra Azul, no Parque Estadual da Pedra Azul. O principal acesso ao município é através da BR-262.

## História

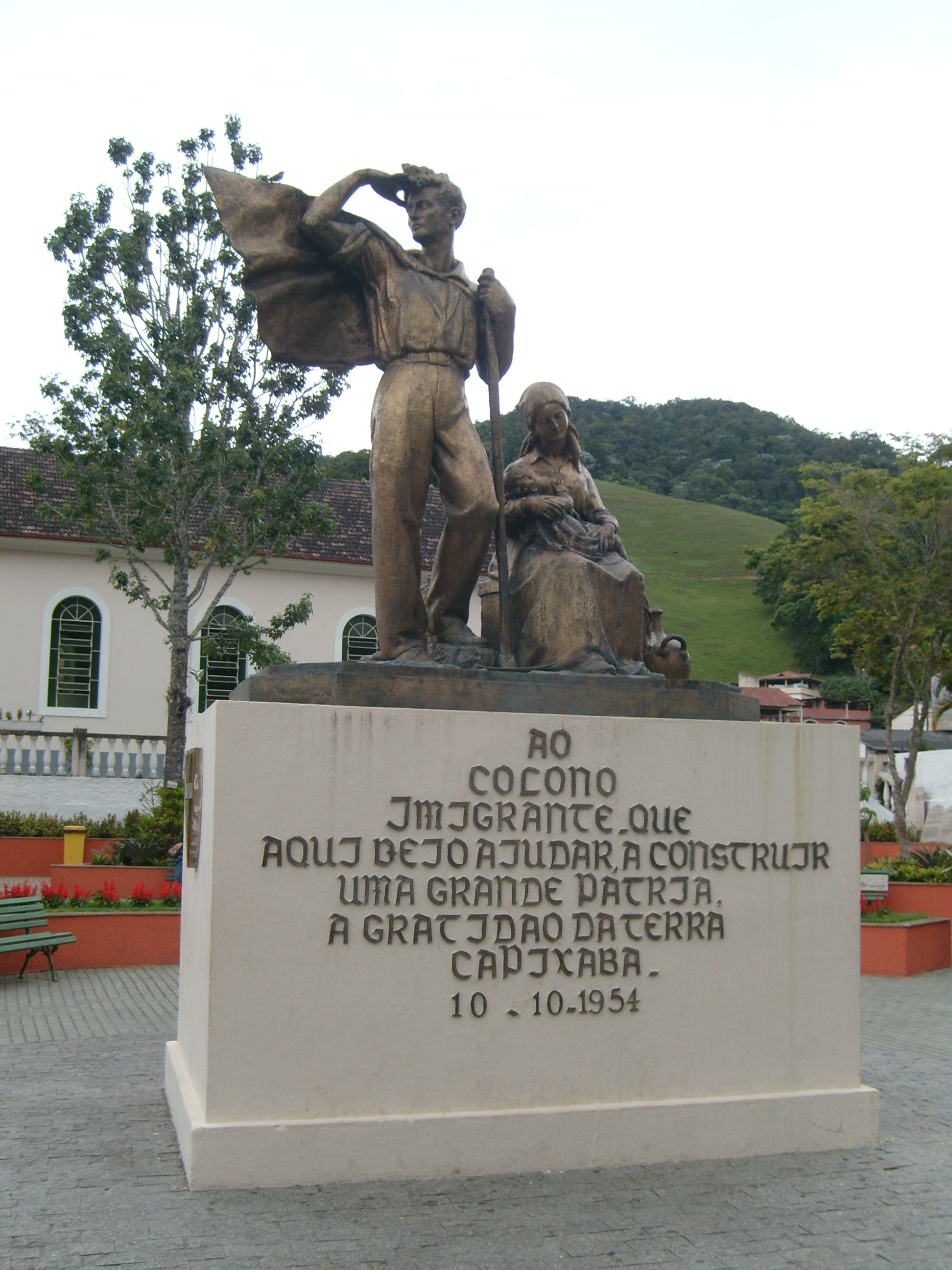
Monumento em homenagem ao imigrante

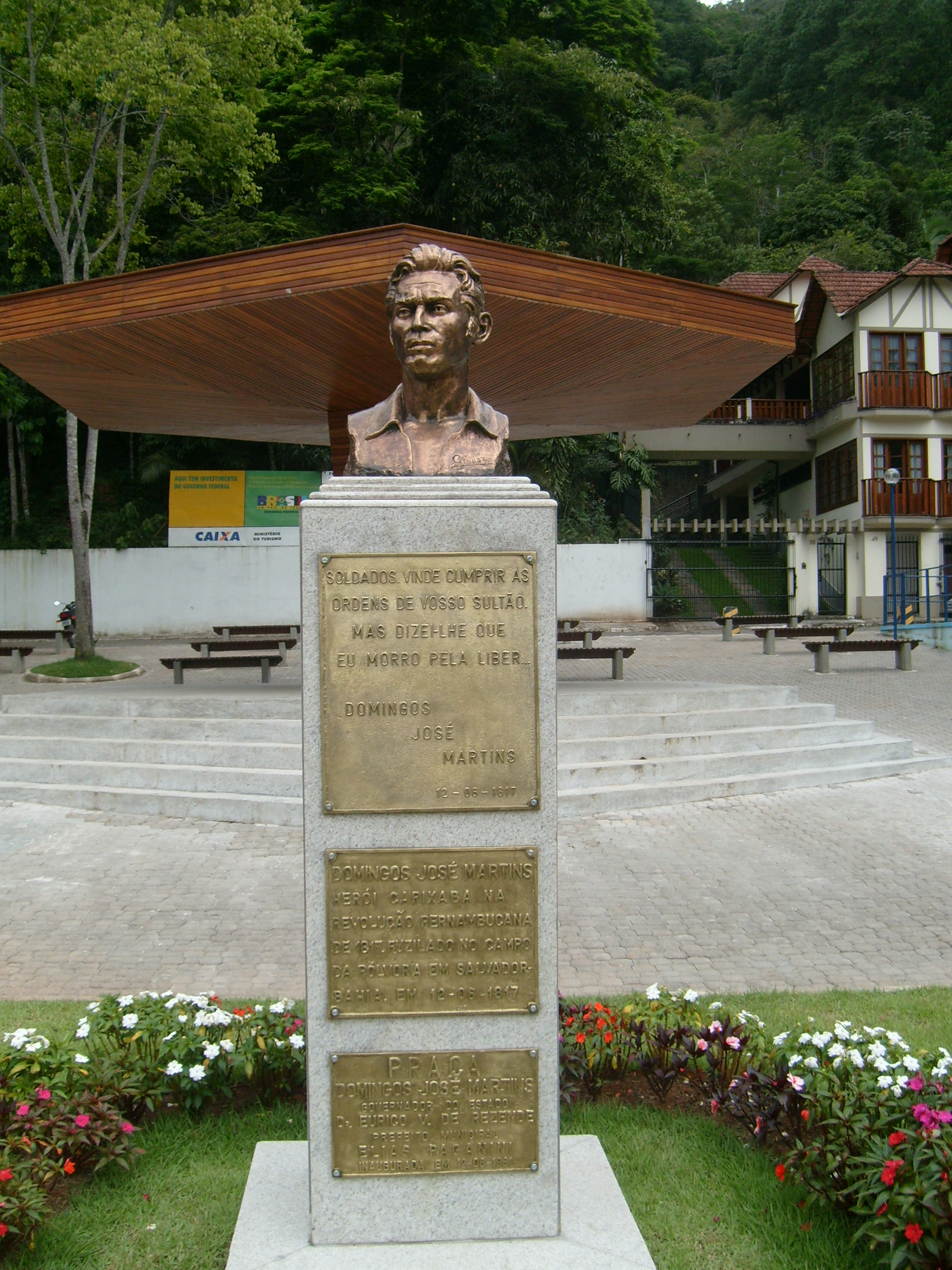
Busto de Domingos José Martins

O território do atual município de Domingos Martins era cortado pela Estrada Real São Pedro de Alcântara, que passava pelos distritos de Aracê e Melgaço, seguindo um trajeto próximo ao da atual BR-262. Essa estrada foi aberta a pedido do príncipe regente João VI de Portugal em 1816, com a intenção de ligar a região central de Minas Gerais a Vitória, de modo que o estado mineiro não dependesse economicamente apenas do Rio de Janeiro (com o qual era ligado através do Caminho Velho). Quartéis foram instalados em Aracê e Melgaço, dando sequência ao povoamento dessas localidades. Os quartéis tinham o objetivo de preservar a segurança daqueles que circulavam pela estrada.
Apesar de já existirem essa estrada e pequenos núcleos de residentes, a ocupação da atual sede de Domingos Martins só veio a se consolidar a partir de 1847, quando uma leva de imigrantes alemães se instalou na localidade, vinda pelo rio Jucu Braço do Norte. Nesse início chegaram pelo menos 39 famílias compostas por católicos e luteranos, com a intenção de constituir uma vila, posteriormente denominada Santa Isabel. Os católicos instalaram uma capela no morro de Boa Vista, dedicada a São Bonifácio e consagrada em 1852. Os luteranos, por sua vez, construíram um templo no Morro do Campinho entre 1858 e 1860.
O estabelecimento dos imigrantes europeus, interessados principalmente no clima parecido com o de seu continente de origem e nas paisagens físicas atrativas, foi fundamental para o desenvolvimento da localidade. Além dos alemães, posteriormente vieram, em grande escala, italianos e pomeranos. Os distritos de Melgaço e Paraju receberam grandes levas de alemães e pomeranos, enquanto que em Aracê se concentraram os italianos, porém os imigrantes ocuparam áreas por todo o atual município. A partir da vila de Santa Isabel, foi criada a freguesia, reconhecida pelo decreto provincial nº 21 de 20 de novembro de 1869, pertencente a Viana.
A freguesia de Santa Isabel foi emancipada pelo decreto estadual nº 41 de 2 de outubro de 1891, mas chegou a ser extinta pelo decreto estadual nº 41 de 18 de janeiro de 1892. Contudo, sua emancipação foi restabelecida pelo decreto nº 29 de 20 de outubro de 1893, passando a se chamar Domingos Martins pela lei estadual nº 1.307 de 30 de dezembro de 1921. Seu nome é uma referência a Domingos José Martins, capixaba que foi líder da Revolução Pernambucana, tendo sido fuzilado na Bahia em 1817. No decorrer do século XX, sua área passou por transformações em sua composição, com a criação de distritos e o desmembramento de Marechal Floriano em 1991.

## Geografia
A área do município, segundo o Instituto Brasileiro de Geografia e Estatística (IBGE), é de 1 229,210 km², sendo que 8,18 km² constituem a zona urbana. Situa-se a 20°21'48" de latitude sul e 40°39'33" de longitude oeste e está a uma distância de 42 quilômetros a sudoeste da capital capixaba. Seus municípios limítrofes são Santa Maria de Jetibá, Santa Leopoldina, Cariacica, Viana, Marechal Floriano, Alfredo Chaves, Vargem Alta, Castelo, Venda Nova do Imigrante e Afonso Cláudio.
De acordo com a divisão regional vigente desde 2017, instituída pelo IBGE, o município pertence às Regiões Geográficas Intermediária de Vitória e Imediata de Afonso Cláudio-Venda Nova do Imigrante-Santa Maria de Jetibá. Até então, com a vigência das divisões em microrregiões e mesorregiões, fazia parte da microrregião de Afonso Cláudio, que por sua vez estava incluída na mesorregião Central Espírito-santense.

### Relevo e meio ambiente

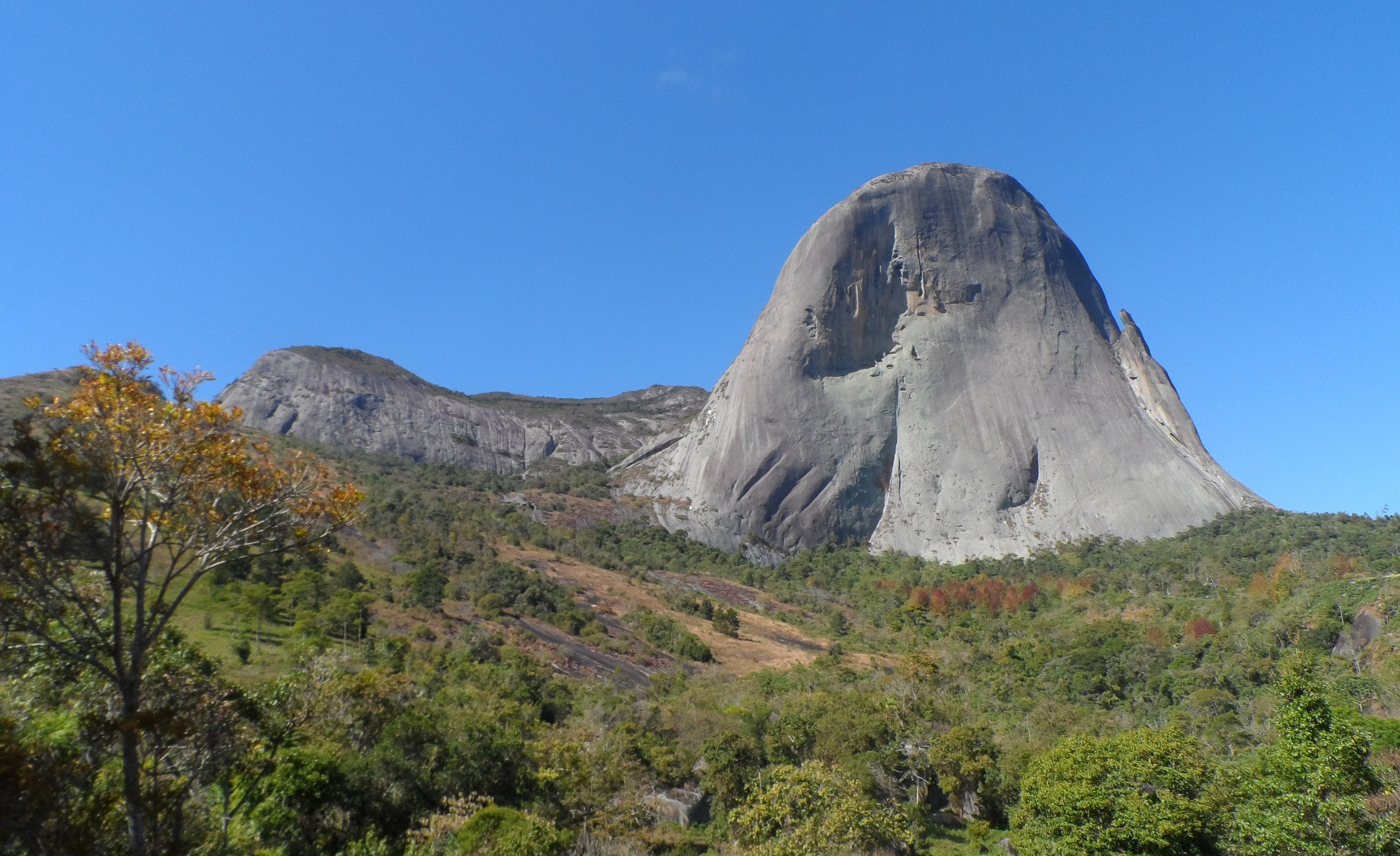
Vista da Pedra das Flores (à esquerda), o ponto mais elevado do município, e da Pedra Azul (em destaque à direita) em Aracê.

O relevo de Domingos Martins é consideravelmente acidentado, alternando de ondulado a montanhoso. O município integra a "zona serrana central", ou "Cinturão Verde", região do Espírito Santo formada por terras altas e montanhosas. Cerca de 10% da área municipal estão abaixo de 500 metros de altitude, 35% de 500 a 800 metros, 30% de 800 a 1 000 metros e 25% acima de 1 000 metros.
O relevo montanhoso do município é concentrado na serra do Castelo, cuja ramificação inclui os pontos mais elevados de Domingos Martins, que são a Pedra das Flores (1 909 m), a Pedra do Tamanco (1 850 m) e o Pico Pedra Azul (1 822 m). A Pedra das Flores e o Pico da Pedra Azul, localizadas no distrito de Aracê, encontram-se integradas e por conta de sua importância paisagística constituem um dos principais atrativos naturais da cidade.
O Pico da Pedra Azul empresta seu nome e está localizado no Parque Estadual da Pedra Azul, que possui 1 240 hectares e é a principal unidade de conservação de Domingos Martins devido a sua relevância para o Espírito Santo. O parque está inserido, pois, na categoria de proteção integral na listagem de unidades de conservação do estado. Contudo, cerca de 42,86% da área municipal são cobertos por remanescentes florestais, o equivalente a 53 018 hectares. Por causa da presença massiva de áreas de florestas preservadas, sobretudo de Mata Atlântica, Domingos Martins é conhecida como "Cidade do Verde".
A cidade faz parte da bacia hidrográfica do rio Jucu, sendo onde estão localizadas as nascentes de seus formadores, os rios Jucu Braço Sul e Braço Norte, especificamente na serra do Castelo. O rio Jucu propriamente dito é formado na divisa de Domingos Martins com Viana, a partir do encontro dos dois mananciais formadores, e é um dos principais responsáveis pelo abastecimento de água da Região Metropolitana da Grande Vitória. Outros cursos hídricos representativos no município são os córregos Melgaço, Tijuco Preto, São Rafael, Cristal e das Farinhas.

### Clima
O clima martinense é caracterizado como temperado (tipo Cfb segundo Köppen), com diminuição de chuvas no inverno e temperatura média anual em torno dos 18,6 °C, tendo invernos amenos e verões chuvosos com temperaturas moderadas. O mês mais quente, janeiro, tem temperatura média de 21,4 °C, enquanto que o mês mais frio, julho, possui média de 15,1 °C. Outono e primavera são estações de transição. O índice pluviométrico anual é de aproximadamente 1 363,9 mm, sendo junho o mês mais seco e dezembro o mais chuvoso.
Nos dias mais frios do ano a temperatura mínima cai para valores próximos ou mesmo, raramente, abaixo de 0 °C nas regiões mais elevadas do município. Segundo o Instituto Capixaba de Pesquisa, Assistência Técnica e Extensão Rural (Incaper), a menor temperatura registrada em Aracê foi de −1 °C em 14 de julho de 1963. De acordo com o Instituto Nacional de Pesquisas Espaciais (INPE), Domingos Martins é o 67º colocado no ranking de ocorrências de descargas elétricas no estado do Espírito Santo, com uma média anual de 1,2369 raios por quilômetro quadrado.
| Dados climatológicos para Domingos Martins | Dados climatológicos para Domingos Martins | Dados climatológicos para Domingos Martins | Dados climatológicos para Domingos Martins | Dados climatológicos para Domingos Martins | Dados climatológicos para Domingos Martins | Dados climatológicos para Domingos Martins | Dados climatológicos para Domingos Martins | Dados climatológicos para Domingos Martins | Dados climatológicos para Domingos Martins | Dados climatológicos para Domingos Martins | Dados climatológicos para Domingos Martins | Dados climatológicos para Domingos Martins | Dados climatológicos para Domingos Martins |
| Mês | Jan                                        | Fev                                        | Mar                                        | Abr                                        | Mai                                        | Jun                                        | Jul                                        | Ago                                        | Set                                        | Out                                        | Nov                                        | Dez                                        | Ano                                        |
| --- | ------------------------------------------ | ------------------------------------------ | ------------------------------------------ | ------------------------------------------ | ------------------------------------------ | ------------------------------------------ | ------------------------------------------ | ------------------------------------------ | ------------------------------------------ | ------------------------------------------ | ------------------------------------------ | ------------------------------------------ | ------------------------------------------ |
| Temperatura máxima média (°C) | 26,6                                       | 27,4                                       | 26,6                                       | 24,9                                       | 23,1                                       | 22,1                                       | 21,6                                       | 22,4                                       | 23,1                                       | 24,2                                       | 24,7                                       | 25,7                                       | 24,4                                       |
| Temperatura média (°C) | 21,4                                       | 21                                         | 21,1                                       | 19,5                                       | 17,2                                       | 15,6                                       | 15,1                                       | 15,8                                       | 17,2                                       | 18,9                                       | 19,9                                       | 21                                         | 18,6                                       |
| Temperatura mínima média (°C) | 16,5                                       | 15,9                                       | 15,9                                       | 14,4                                       | 11,7                                       | 9,5                                        | 9                                          | 9,5                                        | 11,8                                       | 14                                         | 15,5                                       | 16,6                                       | 13,4                                       |
| Precipitação (mm) | 217                                        | 117,1                                      | 172,3                                      | 101,9                                      | 47,9                                       | 20,6                                       | 22                                         | 30,2                                       | 47,3                                       | 109                                        | 208,8                                      | 269,8                                      | 1 363,9                                    |
| Umidade relativa (%) | 79                                         | 78                                         | 82                                         | 84                                         | 82                                         | 83                                         | 82                                         | 80                                         | 79                                         | 79                                         | 83                                         | 82                                         | 81                                         |
| Fonte: Instituto Capixaba de Pesquisa, Assistência Técnica e Extensão Rural (Incaper): temperaturas e precipitação; Climate-Data.org: umidade relativa |                                            |                                            |                                            |                                            |                                            |                                            |                                            |                                            |                                            |                                            |                                            |                                            |                                            |

## Demografia
Em 2022, a população foi estimada em 35 416 habitantes pelo censo daquele ano, realizado pelo Instituto Brasileiro de Geografia e Estatística (IBGE). Em 2010, a população era de 31 847 habitantes. Segundo o censo de 2010, 16 094 habitantes eram homens (50,53% do total) e 15 753 habitantes mulheres (49,46%). Ainda segundo o mesmo censo, 7 741 habitantes viviam na zona urbana (24,3%) e 24 106 na zona rural (75,69%). Da população total, 7 152 habitantes (22,46%) tinham menos de 15 anos de idade, 22 120 habitantes (69,46%) tinham de 15 a 64 anos e 2 575 pessoas (8,09%) possuíam mais de 65 anos, sendo que a esperança de vida ao nascer era de 74,98 anos.

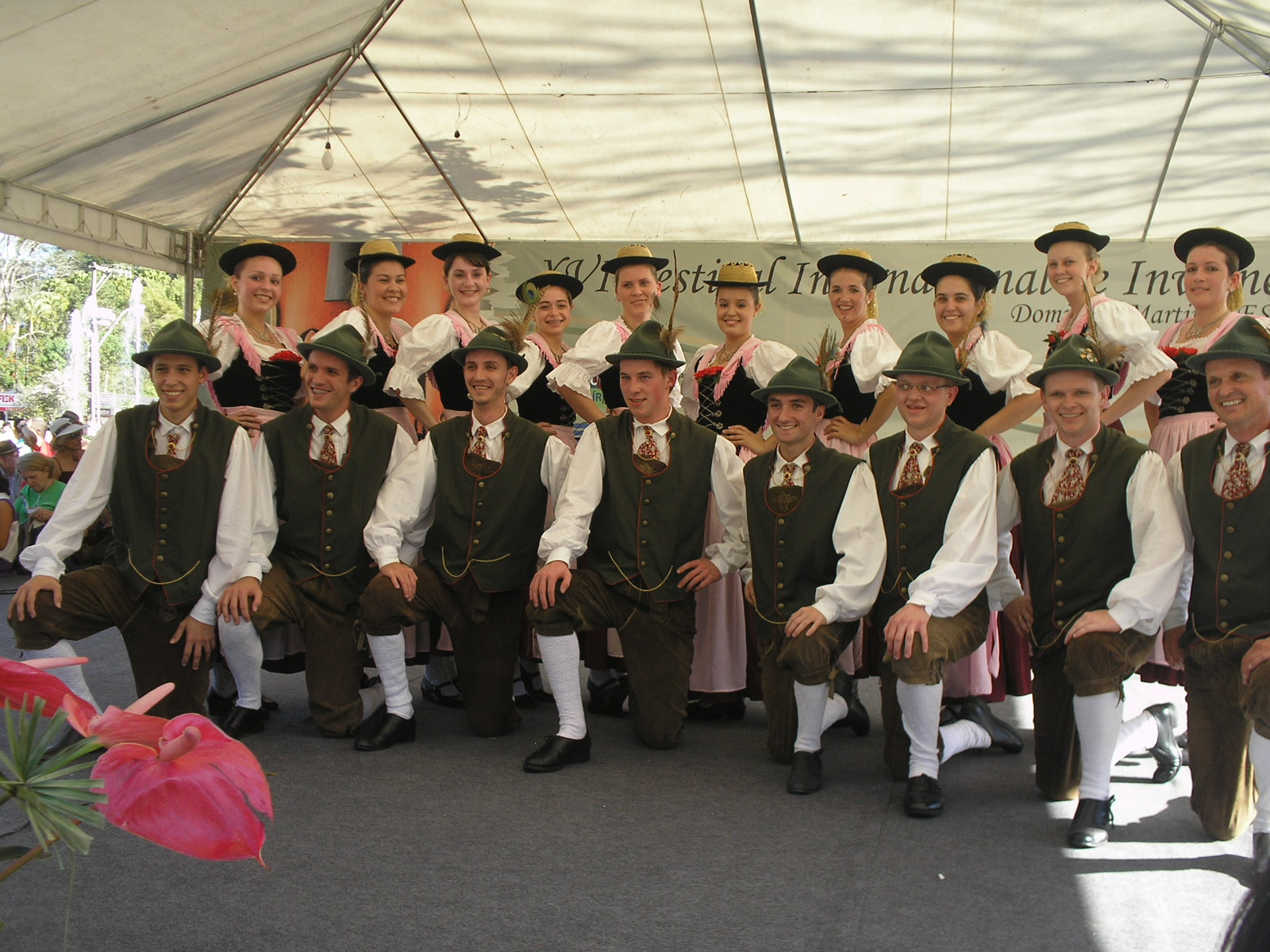
Grupo folclórico Bergfreunde de Campinho no XVI Festival Internacional de Inverno de Domingos Martins (2009)

Em 2010, a população martinense era composta por 23 100 brancos (72,54% do total), 7 735 pardos (24,29%), 741 negros (2,33%), 258 amarelos (0,81%) e 13 indígenas (0,04%). Quanto às religiões, 17 570 são católicos (55,17%), 13 527 evangélicos (42,48%), 51 espíritas (0,16%), 39 Testemunhas de Jeová (0,12%), 576 pessoas sem religião (1,81%) e os 0,26% restantes possuíam outras religiões além dessas ou não tinham religiosidade definida.
A influência cultural deixada pelos imigrantes europeus ainda é visível em algumas comunidades de Domingos Martins, sendo expressa em hábitos e costumes diversos pelos descendentes. Além da herança visível na arquitetura e utensílios, também são notáveis as marcas na língua, costumes, religião, culinária, músicas e danças desses habitantes, sobretudo em Melgaço, Paraju (que receberam principalmente alemães) e Aracê (italianos). A língua portuguesa também se mistura ao idioma materno das famílias que se estabeleceram entre os séculos XIX e XX. Em 10 de outubro de 2011, a língua pomerana foi cooficializada no município.

### Distritos
| Distrito                         | Código IBGE | Habitantes (2022) | Domicílios particulares (2022) |       |           |       |       |
| -------------------------------- | ----------- | ----------------- | ------------------------------ | ----- | --------- | ----- | ----- |
| Distrito                         | Código IBGE | Habitantes (2022) | Domicílios particulares (2022) | Aracê | 320190210 | 8 731 | 3 202 |
| Biriricas                        | 320190213   | 668               | 260                            |       |           |       |       |
| Domingos Martins (distrito-sede) | 320190205   | 10 252            | 3 973                          |       |           |       |       |
| Isabel                           | 320190220   | 1 830             | 708                            |       |           |       |       |
| Melgaço                          | 320190230   | 4 877             | 1 733                          |       |           |       |       |
| Paraju                           | 320190235   | 9 058             | 3 272                          |       |           |       |       |

## Economia

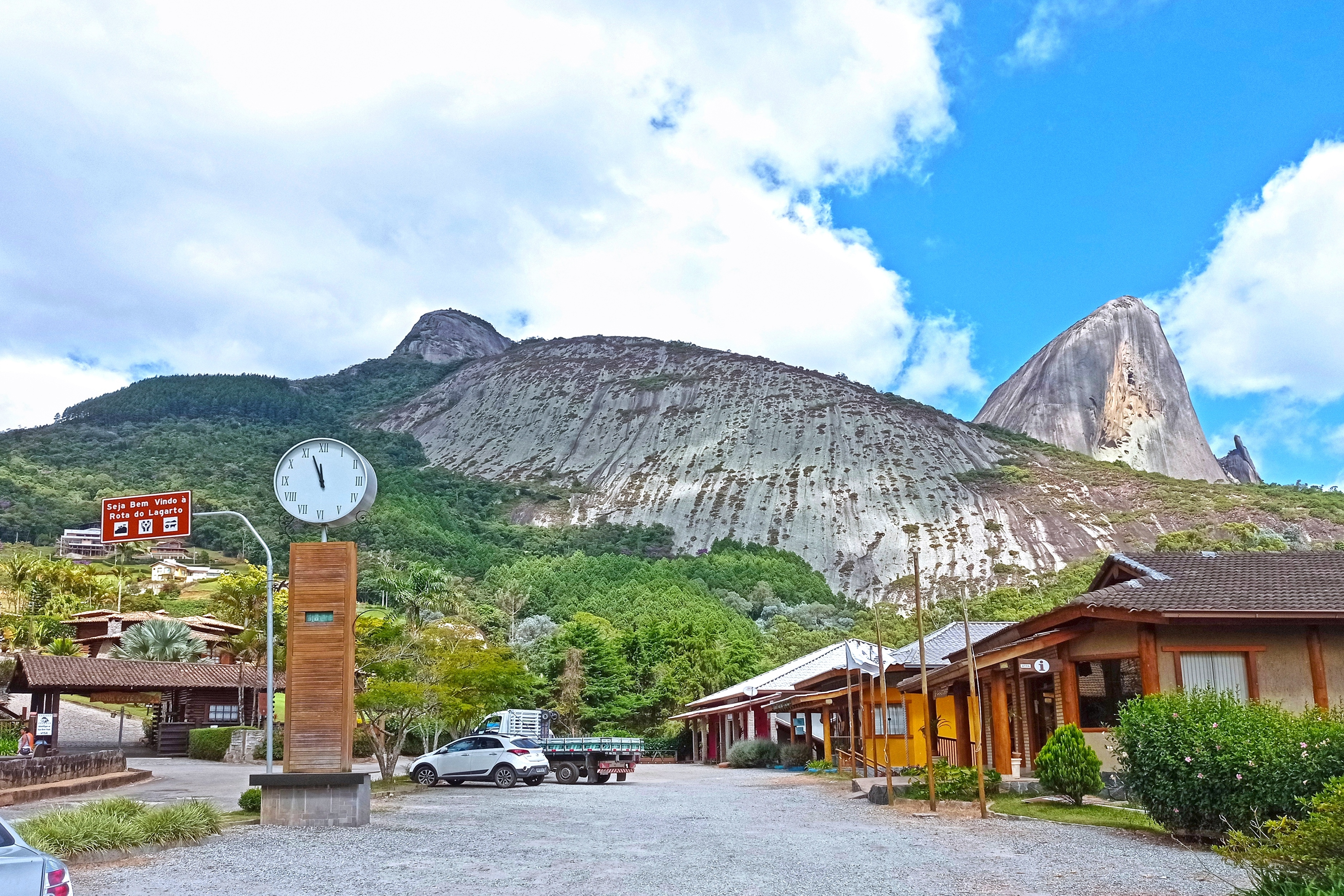
Início da Rota do Lagarto, onde estão localizadas pousadas, restaurantes e infraestrutura a turistas em Aracê. É possível notar a Pedra das Flores à esquerda e a Pedra Azul à direita, da qual se sobressai a Pedra do Lagarto.

No Produto Interno Bruto (PIB) de Domingos Martins, destacam-se as áreas da agropecuária e de prestação de serviços. De acordo com dados do IBGE, relativos a 2019, o PIB do município era de R$ 758 915,24 mil. 45 742,59 mil eram de impostos sobre produtos líquidos de subsídios a preços correntes e o PIB per capita era de R$ 22 419,95. Em 2010, 80,63% da população maior de 18 anos era economicamente ativa, enquanto que a taxa de desocupação era de 1,65%.
A pecuária e a agricultura acrescentavam 133 625,36 mil reais na economia de Domingos Martins em 2019, o que se deve sobretudo à diversidade de cultivos permanentes e temporários distribuídos por todo o município. Entretanto, a cultura que mais se destaca é a do café, responsável por pelo menos 70% da produção da lavoura permanente do município. A cafeicultura, inclusive, é notável em sua paisagem. Outros cultivos permanentes que se sobressaem são a banana, tangerina, abacate e uva, enquanto que os cultivos temporários mais representativos são do gengibre, inhame, morango, tomate, batata, abóbora, repolho e pimentão. Com relação à pecuária, destaca-se a avicultura e bovinocultura de corte, além da piscicultura da tilápia. A agroindústria e o agroturismo também apresentam participação na economia de Domingos Martins.
A indústria, por sua vez, representava 99 149,94 mil reais do PIB municipal. Assim como a agroindústria, que envolvia 142 unidades cadastradas, segundo informações de 2020, há de se ressaltar a fábrica de refrigerantes Coroa, uma das principais marcas de refrigerante do Espírito Santo e uma das maiores fábricas de bebida do estado, inaugurada em 1933. Trata-se da principal indústria de porte instalada na cidade. Ao mesmo tempo, 317 303,43 mil reais do PIB municipal eram do valor adicionado bruto do setor de serviços e 163 093,93 mil reais do valor adicionado da administração pública.
Além do agroturismo, a presença de diversos atrativos naturais, como montanhas, trilhas e cachoeiras, e o clima ameno reforçam a contribuição do turismo para a economia do município. Nesse sentido, destaca-se o distrito de Aracê, onde está situado o Pico Pedra Azul e o Parque Estadual da Pedra Azul. Esses bens naturais tornam a localidade um dos principais destinos turísticos do Espírito Santo e, por consequência, fazem concentrar diversas pousadas, hotéis, restaurantes, condomínios e lojinhas de artesanato. O turismo de eventos também é um dos principais geradores de movimento de capital na cidade, com a realização de eventos de diversos portes que atraem visitantes, como a Festa do Morango, Blummenfest, Festival de Inverno e o Festival do Vinho.

## Infraestrutura

### Saúde e educação
A rede de saúde de Domingos Martins inclui onze unidades básicas de saúde, sete postos de saúde e um hospital geral, segundo informações de 2018. Em 2020, foram registrados 233 óbitos por morbidades, dentre os quais as doenças do sistema circulatório representaram a maior causa de mortes (24,47%), seguida pelos tumores (19,31%). Ao mesmo tempo, foram registrados 471 nascidos vivos, sendo que o índice de mortalidade infantil no mesmo ano foi de 8,49 óbitos de crianças menores de um ano de idade a cada mil nascidos vivos.
Em 2010, 85,26% das crianças com faixa etária entre cinco e seis anos estavam matriculadas na educação infantil, ao mesmo tempo que 86,37% da população de 11 a 13 anos cursavam as séries finais do ensino fundamental. Contudo, da população de 15 a 17 anos, 59,86% haviam finalizado o ensino fundamental, enquanto 36,52% dos residentes de 18 e 20 anos tinham terminado o ensino médio. Os habitantes tinham uma expectativa média de 8,52 anos de estudo, enquanto 13,69% das pessoas com 25 anos de idade ou mais eram anafalbetas. Dentre essa faixa etária, 27,33% tinham completado o ensino fundamental, 16,28% o ensino médio e 5,19% o ensino superior. Já em 2021, havia 7 377 matrículas nas instituições de educação infantil e ensinos fundamental e médio da cidade.
| Ensino pré-escolar | 1 558 | 154 | 39 |
| Ensino fundamental | 4 761 | 350 | 42 |
| Ensino médio       | 1 058 | 68  | 4  |

### Habitação e transporte

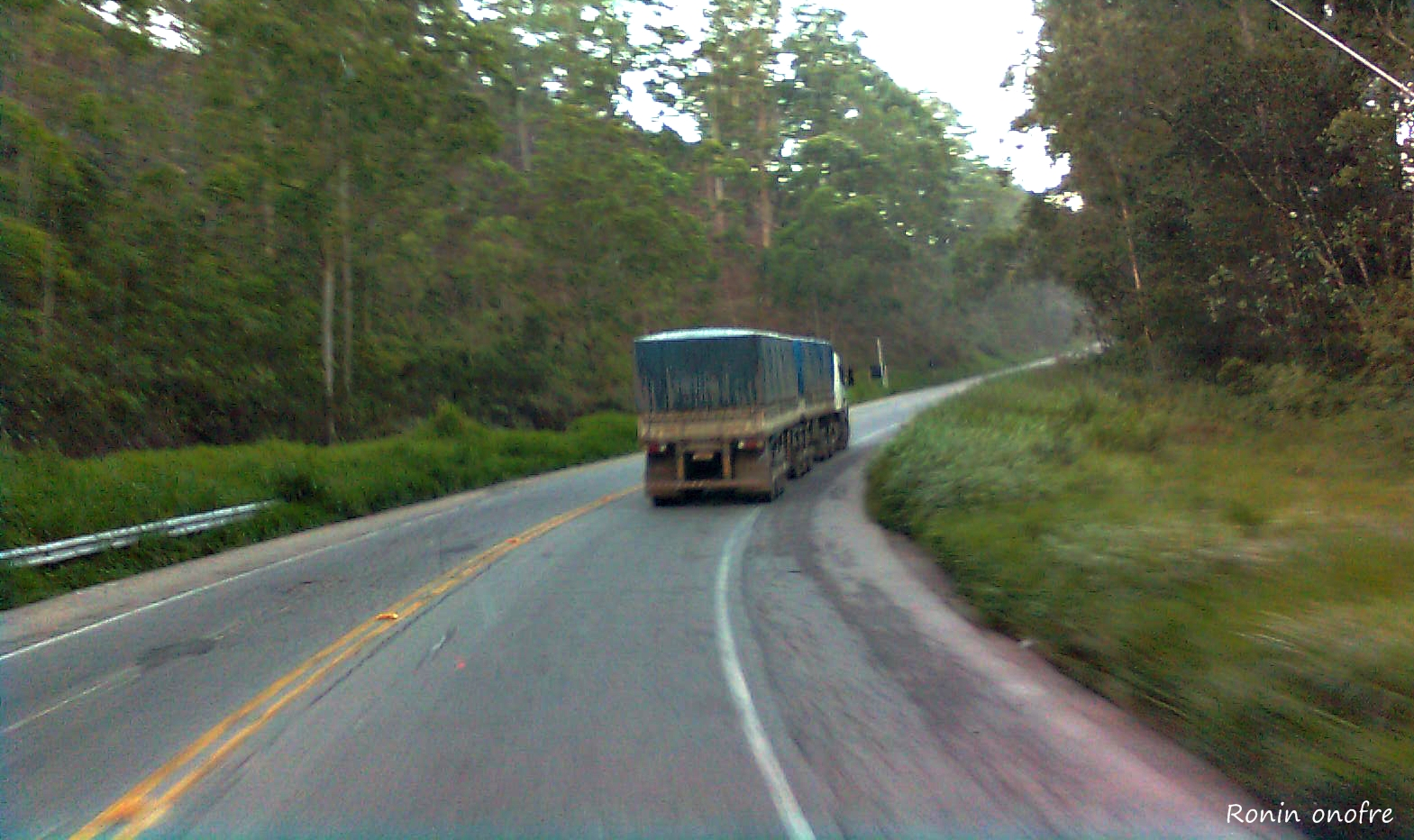
Trecho da BR-262 em Domingos Martins

No ano de 2010, a cidade tinha 9 750 domicílios particulares permanentes. Desse total, 9 184 eram casas, 505 eram apartamentos, 43 eram casas de vila ou em condomínio e 18 eram habitações em casa de cômodos ou cortiços. Do total de domicílios, 6 990 são imóveis próprios (6 962 já quitados e 28 em aquisição), 1 236 foram alugados, 1 477 foram cedidos (1 121 cedidos por empregador e 356 cedidos de outra forma) e 47 foram ocupados sob outra condição. No mesmo ano, 3 371 domicílios eram atendidos pela rede geral de abastecimento de água (34,57% do total), em 5 379 (55,17% deles) o abastecimento de água era feito por meio poços e/ou nascentes na própria propriedade, em 981 (10,06%) por meio de poços e/ou nascentes de outras propriedades e os demais se abasteciam de outras formas.
Também em 2010, 9 739 domicílios (99,89% do total) possuíam abastecimento de energia elétrica; 9 600 (98,46% deles) possuíam banheiros para uso exclusivo das residências; e 6 981 (71,6%) eram atendidos pelo serviço de coleta de lixo. O código de área (DDD) é 027 e o Código de Endereçamento Postal (CEP) da cidade vai de 29260-000 a 29279-999. O serviço postal é atendido por agências da Empresa Brasileira de Correios e Telégrafos funcionando na sede municipal e em localidades rurais. A frota municipal no ano de 2021 era de 27 870 veículos, sendo 11 254 automóveis, 8 803 motocicletas, 3 304 caminhonetes, 1 578 caminhões, 1 242 motonetas, 627 caminhonetas, 285 reboques, 246 utilitários, 153 micro-ônibus, 127 semirreboques, 105 caminhões-trator, 101 ônibus, 17 triciclos, 16 tratores de rodas, seis ciclomotores e seis classificados como outros tipos. O principal acesso à cidade é feito por meio da BR-262, que corta o território municipal.
O município também se situa às margens de uma antiga ferrovia, a Linha do Litoral da antiga Estrada de Ferro Leopoldina, que estabelece a ligação da cidade com Vila Velha e com o Rio de Janeiro. Desde 1996, a ferrovia está concedida ao transporte de cargas pela Ferrovia Centro Atlântica. No município também é encontrada às margens da ferrovia, a Estação Ferroviária Vale da Estação, construída em estilo alemão e inaugurada em 1900, como uma homenagem aos imigrantes alemães que ali se instalaram. Apesar da desativação da operação de trens turísticos, a estação permanece sendo um dos grandes pontos turísticos e históricos da cidade.